# Балка Лозова (притока Багатенької)
Балка Лозова — балка (річка) в Україні у Юр'ївському й Новомосковаському районах Дніпропетровської області. Права притока річки Багатенької (басейн Дніпра).

## Опис
Довжина балки приблизно 9,77 км, найкоротша відстань між витоком і гирлом — 9,48  км, коефіцієнт звивистості річки — 1,03 . Формується декількома струмками та загатами. На деяких ділянках балка пересихає.

## Розташування
Бере початок у селі Новостроївка. Тече переважно на північний захід і на південно-східній околиці села Михайлівки впадає в річку Багатеньку, лівої притоки річки Орілі.

## Цікаві факти
- У XX столітті на балці існували молочно-тваринна ферма (МТФ), газгольдер та газова свердловина[2], а у XIX столітті — декілька скотних дворів[1].